# Sobieszczyce
Sobieszczyce (ukr. Собіщиці) – wieś na Ukrainie w rejonie włodzimierzeckim obwodu rówieńskiego.
W 2001 zamieszkana przez 835 osób.